# Pandemia di COVID-19 in Ecuador
Il primo caso della pandemia di COVID-19 in Ecuador è stato confermato il 14 febbraio 2020.
Si considera che il virus si è diffuso in Ecuador il 28 febbraio 2020 quando una donna di 70 anni è risultata positiva.
Il 5 maggio 2023, l'Organizzazione mondiale della sanità dichiara ufficialmente la fine della pandemia.

## Antefatti
Il 12 gennaio 2020, l'Organizzazione mondiale della sanità (OMS) ha confermato che un nuovo coronavirus era la causa di una nuova infezione polmonare che aveva colpito diversi abitanti della città di Wuhan, nella provincia cinese dell'Hubei, il cui caso era stato portato all'attenzione dell'OMS il 31 dicembre 2019.
Sebbene nel tempo il tasso di mortalità della COVID-19 si sia rivelato decisamente più basso di quello dell'epidemia di SARS che aveva imperversato nel 2003, la trasmissione del virus SARS-CoV-2, alla base della COVID-19, è risultata essere molto più ampia di quella del precedente virus del 2003, e ha portato a un numero totale di morti molto più elevato.

## Cronistoria
L'Ecuador è stato descritto in aprile come un possibile "epicentro" emergente della pandemia in America Latina, quando la città di Guayaquil è stata sopraffatta al punto da lasciare i corpi sulle strade. Tuttavia, il paese è stato ora superato come numero di casi confermati da quelli del Brasile e Perù.
A partire da aprile 2020, nella necessità di evacuare i cadaveri, il governo dell'Ecuador ha distribuito bare di cartone, progettando poi di costruire cimiteri di emergenza per eliminare i corpi rimasti sulle strade.
Si ritiene che il numero di decessi sia significativamente più alto rispetto alla cifra ufficiale a causa di un basso tasso dei test effettuati, con molte migliaia di decessi in eccesso rispetto alla cifra equivalente a un periodo normale. Un'analisi del New York Times ha rilevato che dal 1º marzo al 15 aprile si sono registrati 7.600 morti in più, poiché il tasso di mortalità è aumentato di tre volte rispetto al solito, indicando che il bilancio ufficiale delle vittime era sottovalutato per più di un ordine di grandezza.
Il 14 maggio 2020, 40 manifestanti hanno protestato pacificamente contro il governo per la gestione impropria delle persone decedute a causa della COVID-19, dei fondi insufficienti destinati ad affrontare la pandemia e della riduzione del budget per l'istruzione. Durante gli scontri con la polizia alcuni manifestanti sono rimasti feriti; i quattro attivisti per i diritti umani arrestati sono stati in seguito rilasciati.

## Impatto economico
Inizialmente, il virus si diffuse attraverso le persone di ritorno dai viaggi all'estero, in particolare gli studenti ecuadoriani in Spagna. In seguito, i residenti più ricchi sono stati in grado di autoisolarsi e il virus ha iniziato a causare un forte tributo tra i più poveri ecuadoriani. I produttori locali di cartone hanno fornito bare di cartone gratuite a causa della carenza; un produttore ha dichiarato che ne stavano regalando 600 al giorno. Il governo paga 60 $ al mese ai lavoratori informali per restare a casa. Si stima che 500.000 migranti venezuelani in Ecuador siano particolarmente vulnerabili perché non hanno accesso ai pagamenti di stimolo.